# Imma António Souto
María Inmaculada Antonio Souto,  conocida como Imma António Souto, (La Coruña , 29 de mayo de 1968) es una dramaturga y actriz de teatro española.

## Trayectoria
Ha trabajado en diferentes campos creativos, como la escritura, el teatro, el cine, el vídeo, la televisión, el doblaje y la creación literaria. Como diseñadora fue responsable del vestuario y la escenografía de varios espectáculos.
Como autora, forma parte del grupo de autores surgido en los años 80 en La Coruña en torno a los Cadernos da Escola Dramática Galega, dirigidos y coordinados por Francisco Pillado Maior y Manuel Lourenzo.
Como actriz participó en obras de la Compañía Luís Seoane, Teatro do Noroeste, Centro Dramático de Galicia y Produccións Librescena. También participó en un episodio de Terra de Miranda.
En 2018 fue nombrada Presidenta de la Academia Galega do Teatro (AGT).
En 2020, SEGA le dedicó el Día de las Letras Gallegas.

## Obras teatrales
- Forzas eléctricas, 1986.
- Tagen Ata, 1990.
- Un soño de verán, 1992.
- As vodas de Fígaro (de Pierre-Augustin de Beaumarchais, dirigida por Eduardo Alonso; 1994).
- Valle Inclán 98, 1998.
- Otelo, 2000.
- A morte e a doncela, 2001.
- Estado de Graza, 2018. Teatro do Noroeste.

## Reconocimientos
- Premio Retrincos en 1983.
- Premio Galo Salinas en 1985.
- Mención en el Premio de Teatro Breve da Escola Dramática de Galicia en 1985, por História do silèncio
- Premio de Teatro Corto de la Escuela Dramática de Galicia en 1987, por Como cartas a un amante .
- Premio de Teatro Corto de la Escola Dramática Galega no 1989, por As águas mudas.
- Premio Arlequín en 1990, por Era nova e sabia a malvaísco.
- Premio Rafael Dieste en 2003, por La ciencia de los ángeles.[5]